# Реннел, Джеймс
Джеймс Реннел (1742—1830) — английский географ.
Служил в Ост-Индии, заведовал геодезической частью в Бенгалии. Почётный член СПб. АН c 04.10.1815
Главные его труды
- «Description of Hindostan» (1783; 3 изд., 1793),
- «Observations on the topography of the plain of Troy» (1814),
- «Illustrations of the history of the expedition of Cyrus» (1816),
- «The geographical system of Herodotus» (1800; 2 изд., 1830).